# 基姆高山脉

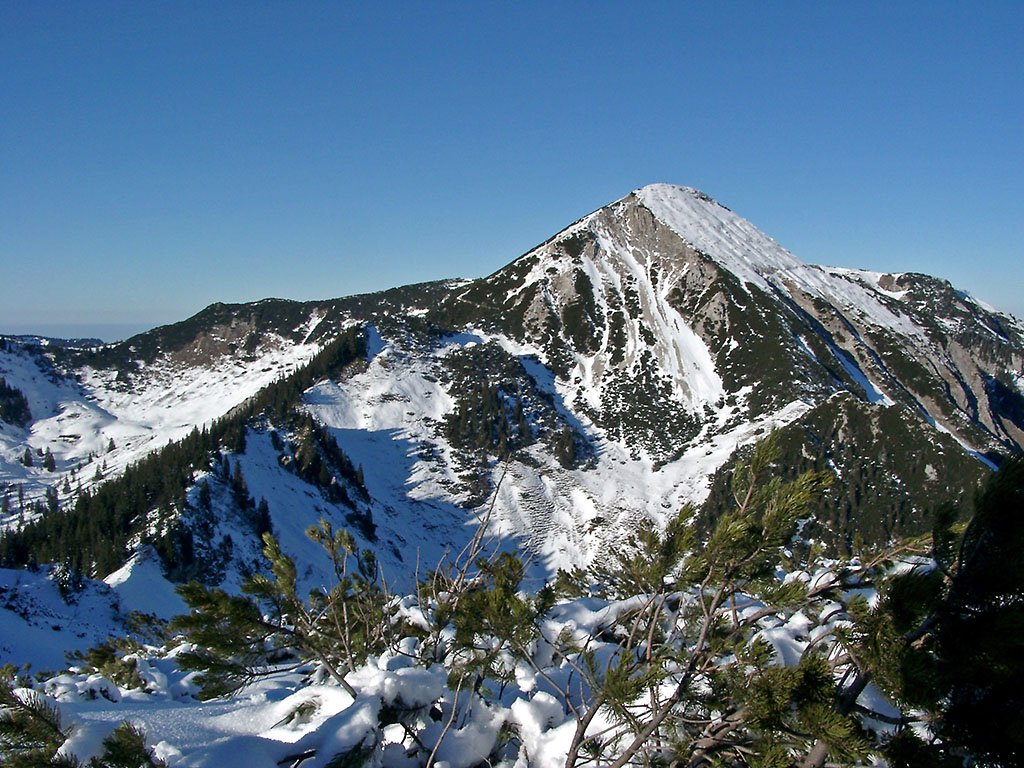

基姆高山脈（德语：Chiemgauer Alpen）是歐洲的山脈，是北石灰岩山脉的一部分，橫跨德國巴伐利亞、奧地利薩爾茨堡州和蒂羅爾州，最高點海拔高度1,961米，山體由沉積岩組成。
47°43′N 12°33′E / 47.717°N 12.550°E